# Tunnel (Laura Luca)
Tunnel è il secondo album di Laura Luca. L'album è stato pubblicato nel 1982 dalla Fonit Cetra.

## Tracce
1. Raggi di sole
2. Voglio un giorno nuovo
3. Amsterdam
4. Lontano
5. D'oro e d'argento
6. Elisir
7. Col fiato corto
8. Come un falco
9. Cenerentola